# 下巴斯昆恰克
下巴斯昆恰克（羅馬化：Nizhniy Baskunchak）是俄罗斯阿斯特拉罕州的市级镇，属阿赫图宾斯克区，位于巴斯昆恰克湖畔，西有市级镇上巴斯昆恰克。
该地2021年有人口2,391人；2010年人口2,789；2002年人口3,167；1989年人口3,360。